# Andy Semmens
Andy Semmens, auch als Andy „Doom“ Semmens und Andy Koski-Semmens (geboren 1. August 1958 in Plymouth) ist ein britischer Sänger und Schlagzeuger.

## Werdegang
Semmens wurde Mitte der 2000er Jahre als Schlagzeuger und Sänger der Doom-Metal-Bands Crippled Black Phoenix, Esoteric, Pantheist und Moss bekannt, für die er zwischen 2003 und 2005 insbesondere live spielte und sang. Seither arbeitet er in diversen Projekten unterschiedlicher musikalischer Ausprägung mit. Zwischen den Jahren 2007 und 2008 zog Semmens nach Finnland, wo er das Neofolk-Projekt Syven initiierte und kurzzeitig für 0 X í S T spielte.

## Diskographie (Auswahl)
Mit Ereipia
- 2007: Ereipia (Album, Melancholic Lair Productions)

Mit Moss
- 2004: Bunkur vs. Moss (Split-EP mit Bunkur, Foreshadow Productions)
- 2004: Thee Bridge ov Madness (Split-Album mit Torture Wheel, NOTHingness REcords)
- 2005: Protected by the Ejaculation of Wolves (Split-Album mit Wolfmangler, Aurora Borealis Records)

Mit 0 X í S T
- 2010: Unveiling the Shadow World (EP, Ostra Records)
- 2010: Demo 2010 (Demo, Selbstverlag)
- 2012: Nil (Album, Ostra Records)

Mit Pantheist
- 2005: Amartia (Album, Firedoom Music)
- 2005: The Pains of Sleep (EP, Serpent’s Lair Productions)
- 2018: Seeking Infinity (Album, The Vinyl Division/Melancholic Realm Productions)

Mit Syven
- 2010: Promo 2010 (Demo, Selbstverlag)
- 2011: Aikaintaite (Album, Vendlus Records)
- 2012: Corpus Christi (Album, Audiokratik)